# Adolf Schärf

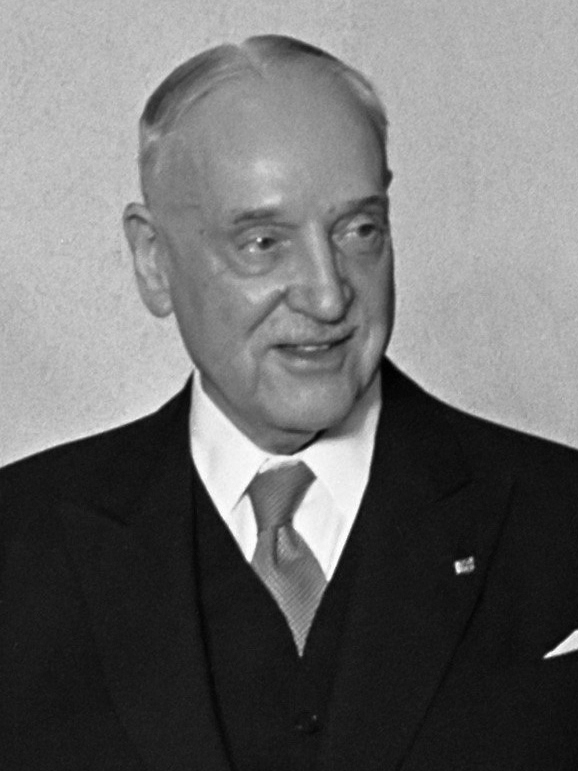
Adolf Schärf (1961)

Adolf Schärf (* 20. April 1890 in Nikolsburg, Südmähren; † 28. Februar 1965 in Wien) war ein österreichischer Politiker und Staatsmann (SPÖ) und von 1957 bis zu seinem Tod 1965 Bundespräsident der Republik Österreich. Er war der dritte Bundespräsident der 1945 errichteten und 1955 souverän gewordenen Zweiten Republik, an deren Aufbau er maßgeblichen Anteil hatte, und der erste, der nach einer sechsjährigen Amtsperiode wiedergewählt wurde.

## Frühe Jahre
Adolf Schärf, Sohn einer armen Arbeiterfamilie, lebte ab März 1899 in Wien, wo seine Eltern Anstellung als Glasperlenbläser gefunden hatten. Sein Vater Josef Schärf war ein gelernter Stockdrechsler aus Wien mit deutschböhmischen Vorfahren und seine Mutter Magdalena Sitek eine Bauerntochter aus Guttenfeld, einem deutsch-kroatischen Dorf nahe Nikolsburg. Nach dem Hernalser Gymnasium Geblergasse, das er von 1901 an besucht hatte, und nach seinem Studium an der Universität Wien, das er durch Arbeit und Stipendien finanzierte, promovierte er 1914 vier Wochen vor Kriegsausbruch zum Doktor der Rechtswissenschaften. Im selben Jahr trat er als Freiwilliger in die österreichisch-ungarische Armee ein. 1915 heiratete er die Steirerin Hilda Hammer, mit der er zwei Kinder, Reinhold und Martha, hatte. Bei Kriegsende war Schärf Leutnant der Reserve.

## Erste Republik
Nach dem Zerfall der Doppelmonarchie arbeitete er in der Ersten Republik auf Vermittlung von Otto Glöckel von 1918 bis 1933 als Sekretär des sozialdemokratischen Abgeordnetenklubs und der sozialdemokratischen Parlamentspräsidenten Karl Seitz (1918–1920), Matthias Eldersch (1930/31) und Karl Renner (1931–1933). Vom 20. Juni 1933 bis zum 17. Februar 1934 war er Mitglied des Bundesrates.
Am 4. März 1933 hatte Schärf die Aufgabe, Renner während der (wie sich herausstellen sollte) letzten Nationalratssitzung der Ersten Republik als Bote den dringenden Rat von Karl Seitz und Otto Bauer mitzuteilen, Renner möge als Nationalratspräsident sofort zurücktreten. Renner folgte diesem fatalen Rat, der Zweite und der Dritte Präsident taten desgleichen, womit nach Auffassung von Bundeskanzler Engelbert Dollfuß die Selbstausschaltung des Parlaments bewirkt wurde.
Nach dem von der Regierung vereitelten Versuch von Sozialdemokraten und Großdeutschen, den Nationalrat wieder funktionsfähig zu machen, dem Februaraufstand 1934, dem Verbot der Sozialdemokratie und der Errichtung der Ständestaatsdiktatur durch Engelbert Dollfuß war Schärf von Februar bis Mai 1934 inhaftiert; er wurde als Parlamentsbeamter suspendiert und mit Jahresende 1934 pensioniert. Er arbeitete dann als Rechtsanwaltsanwärter in der Kanzlei seines Bruders Josef Schärf und legte 1935 die Rechtsanwaltsprüfung ab, um eine eigene Anwaltskanzlei einrichten zu können; von 1936 bis 1945 war er als Rechtsanwalt tätig.

## Zeit des Nationalsozialismus
Nach dem „Anschluss Österreichs“ an das Deutsche Reich am 12./13. März 1938 wurde er von der Gestapo festgenommen und verbrachte zwölf Tage in Polizeihaft. Drei Monate später übernahm er Wohnung und Anwaltskanzlei des jüdischen Advokaten Arnold Eisler: Dieser, wie Schärf vor 1934 sozialdemokratischer Politiker, bot ihm vor seiner Flucht seine Wohnung in der Skodagasse 1 im 8. Wiener Gemeindebezirk Josefstadt, an und schlug ihn bei der Rechtsanwaltskammer für die Fortführung seiner Akten vor. Spätere Vorwürfe, nach denen Schärf Eislers Eigentum hatte „arisieren“ lassen, konnten nicht verifiziert werden. Schärf gelang es auch durch einen juristischen Trick, nicht Mitglied des NS-Rechtswahrerbunds zu werden. Die Wohnung in der Skodagasse bewohnte Schärf bis zu seinem Tod.
1943 wurde Schärf vom deutschen Sozialdemokraten Wilhelm Leuschner in Wien besucht und wegen der Perspektiven einer möglichen Zusammenarbeit „nach Hitler“ kontaktiert. Er lehnte aber spontan ab, das Verbleiben Österreichs im staatsrechtlichen Verband des Deutschen Reiches nach dem Krieg in Erwägung zu ziehen: Der Anschluss ist tot. Die Liebe zum Deutschen Reich ist den Österreichern ausgetrieben worden. Erst nach diesem Gespräch wurde Schärfs Position in Diskussionen mit Karl Renner, Karl Seitz und anderen zur Haltung der verbotenen Partei.
Schärf hatte Verbindungen zu Widerstandskreisen, wie zum Beispiel zur Widerstandsgruppe rund um Kaplan Heinrich Maier, und war nach dem Attentat vom 20. Juli 1944 auf Hitler – wie schon 1934 und 1938 – in politischer Haft; sie dauerte fünf Wochen. Sein Sohn Reinhold war zur Wehrmacht eingezogen worden und fiel in Russland.

## Zweite Republik
Vom 12. bis 14. April 1945, unmittelbar nach der Schlacht um Wien, war Schärf im Roten Salon des Wiener Rathauses an der (Neu-)Gründung der SPÖ unter dem Namen „Sozialistische Partei Österreichs (Sozialdemokraten und Revolutionäre Sozialisten)“ beteiligt und wurde zum provisorischen Vorsitzenden bestellt. Parteiobmann war nominell vorerst der noch nicht aus der KZ-Haft nach Wien zurückgekehrte, schwerkranke Karl Seitz, der als Präsident der Konstituierenden Nationalversammlung von 1919 bis 1920 vorübergehend als Staatsoberhaupt der Republik fungierte und bis 1934 Wiener Bürgermeister und Landeshauptmann gewesen war.
Am 27. April 1945 war Schärf daher für die Sozialdemokraten Mitunterzeichner der Österreichischen Unabhängigkeitserklärung. Am gleichen Tag wurde er wie Leopold Figl (ÖVP) und Johann Koplenig (KPÖ) politischer Staatssekretär – dies entsprach dem Rang eines Ministers – der Provisorischen Staatsregierung von Karl Renner (SPÖ). Renner, Figl, Schärf und Koplenig bildeten den so genannten Politischen Kabinettsrat, bis zur Bundespräsidentenwahl am 20. Dezember 1945 die provisorische oberste Instanz der wieder erstehenden Republik.
Nach den ersten Nationalratswahlen am 25. November 1945 war Schärf vom 15. Dezember 1945 bis zum 7. Mai 1957, zwei Tage nach seiner Wahl zum Bundespräsidenten, SPÖ-Parteivorsitzender, vom 20. Dezember 1945 bis zum 5. Mai 1957 Vizekanzler der Koalitionsregierungen ÖVP-SPÖ (die KPÖ schied 1947 aus) und vom 19. Dezember 1945 bis zum 20. Mai 1957 Abgeordneter zum Nationalrat. Er gehörte den Bundesregierungen Figl I, Figl II, Figl III, Raab I und Raab II an.
Der Rückgabe des von den Nationalsozialisten geraubten jüdischen Eigentums beziehungsweise der Wiedergutmachung für jüdische Österreicher maß er seiner juristischen Ausbildung zum Trotz keine spezielle Bedeutung bei. Auch der Heimkehr jüdischer Parteifunktionäre aus dem Exil stand er reserviert gegenüber.
Schärfs ambivalente Haltung gegenüber der Rückkehr sozialdemokratischer Exilanten jüdischer Herkunft zeigte sich in den Erinnerungen Josef Hindels’, in denen er Schärf vorwarf, zwar die Rückkehr Bruno Kreiskys zu befürworten, aber gleichzeitig die Rückkehr anderer Emigranten im Allgemeinen und einer großen Anzahl jüdischer Emigranten im Speziellen abzulehnen. Deutlicher formulierte dies 1946 der aus den USA zurückgekehrte Gewerkschaftsfunktionär Friedl Schorsch, der Schärf und Oskar Helmer als die treibenden Antisemiten der Partei nach dem Krieg darstellte. Im Gegensatz zu Helmers Motiven sind Schärfs Motive nicht eindeutig feststellbar: Zum einen sah Schärf die jüdische Bevölkerung in der Ersten Republik in der Führungsriege der Sozialdemokratie überrepräsentiert, was die Partei in der christlich-sozialen und deutschnationalen Propaganda zur „Judenpartei“ und die jüdischen Kollegen zur „Belastung“ machte. Zum anderen behauptete er stets, nie Antisemit gewesen zu sein.
Jedem Versuch eines auch nur punktuellen Zusammengehens mit den Kommunisten widersetzte er sich energisch und ließ vermeintliche „Volksfront“-Sympathisanten scharf maßregeln. Zugleich förderte er im Sinn einer Schwächung des bürgerlichen Lagers diskret die Bildung des VdU als Sammelbecken ehemaliger Nationalsozialisten, doch ging diese Rechnung nicht auf, weil die SPÖ in der Nationalratswahl 1949 noch mehr Stimmen an die neue Gruppierung verlor als die ÖVP.
Aus den Nationalratswahlen 1953 ging die SPÖ unter Schärfs Führung als stimmenstärkste Partei hervor, bekam aber aufgrund des geltenden Wahlrechts weniger Mandate als die ÖVP. Im April 1955 nahm Vizekanzler Schärf mit Bundeskanzler Julius Raab, Außenminister Leopold Figl und Außenamts-Staatssekretär Bruno Kreisky an den erfolgreichen Verhandlungen in Moskau über den Österreichischen Staatsvertrag teil und hatte dabei die größten Vorbehalte gegen eine verbindliche Neutralitätszusage, die von der sowjetischen Führung gewünscht wurde. Von 28. Dezember 1954 bis 17. Jänner 1955 war er übergangsweise auch Justizminister, bis Hans Kapfer dieses Amt antrat.

## Bundespräsident

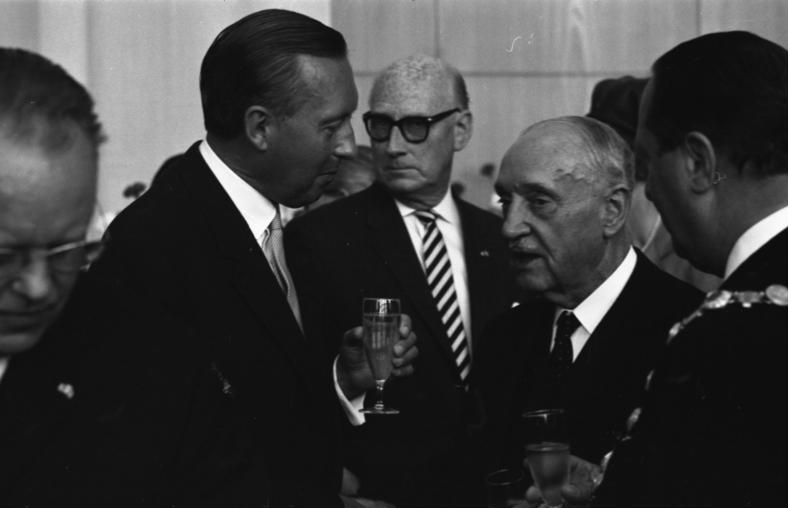
1964 in Köln, Zweiter von rechts

Nach dem Tod von Bundespräsident Theodor Körner am 4. Jänner 1957 setzte Schärf sich als SPÖ-Präsidentschaftskandidat gegen den Anführer des rechten Parteiflügels, Innenminister Oskar Helmer, durch. In seinem Präsidentschaftswahlkampf kursierte angeblich die „Flüsterparole“: Wer einmal schon für Adolf war, wählt Adolf auch in diesem Jahr, um die ehemaligen NSDAP-Mitglieder im Lande anzusprechen. Plakate oder Flugblätter mit einem solchen Text gab es allerdings nicht. Das Nachrichtenmagazin profil schrieb 2003: „Freilich konnten Zeitgeschichtsforscher nie einen Beweis für dieses Gerücht liefern.“
Schärf gewann die Wahl am 5. Mai 1957 mit knapp über 100.000 Stimmen Vorsprung gegen den gemeinsamen Kandidaten von ÖVP und FPÖ, Wolfgang Denk, und trat sein neues Amt anlässlich seiner Angelobung durch die Bundesversammlung am 22. Mai 1957 mit diesem Tag an. Bei seiner Wiederwahl  erhielt er 1963 mit 55,4 Prozent die bis dahin größte Stimmenmehrheit bei Bundespräsidentenwahlen. Gegenkandidaten waren der damalige Altkanzler Julius Raab (ÖVP) und der von der kleinen Europäischen Föderalistischen Partei aufgestellte pensionierte Gendarmeriegeneral Josef Kimmel.
Außenpolitischer Höhepunkt seiner Präsidentschaft war 1961 das Wiener Gipfeltreffen des US-Präsidenten John F. Kennedy und des sowjetischen Partei- und Regierungschefs Nikita Chruschtschow, ein Anlass, bei dem er vor der gesamten Weltöffentlichkeit die Gastgeberrolle souverän spielte. Da Schärf verwitwet war (seine Frau Hilda verstarb 1956), stand ihm seine Tochter, die Medizinerin und ehemalige Schauspielerin Martha Kyrle, als „First Lady“ bei der Wahrnehmung repräsentativer Obliegenheiten zur Seite. Er absolvierte eine Reihe von Staatsbesuchen im Ausland, etwa in der Sowjetunion.
Schärf wurde von allen Parteien dafür geachtet, das Präsidentenamt unparteiisch auszuüben. Er war ein entschiedener Befürworter der Großen Koalition, zu deren Architekten er gehörte, und wusste gegenüber drei ÖVP-Kanzlern (Julius Raab, Alfons Gorbach, Josef Klaus) die ganze Autorität seines Amtes einzusetzen. Auch als Staatsoberhaupt wohnte er in seiner Privatwohnung in der Skodagasse 1, von der aus er seinen Amtssitz im Leopoldinischen Trakt der Hofburg zu Fuß erreichen konnte.
Seinen Freunden gegenüber klagte der langjährige Berufspolitiker über die Einsamkeit als nicht mehr in der Tagespolitik stehender oberster Repräsentant des Staates. Dennoch hörte er nicht auf, seinen Einfluss in der SPÖ geltend zu machen, insbesondere während der schweren Krise, die 1964 zur Entmachtung des Innenministers und früheren ÖGB-Chefs Franz Olah führte.
Schärf verstarb nach kurzem, sehr schwerem Leiden am Sonntag, 28. Februar 1965 in Wien. Im ärztlichen Bulletin heißt es, er sei an Kreislaufschwäche in einem Leberkoma gestorben. Schärf hatte noch zwei Wochen zuvor (am 16. Februar 1965), bereits von der Krankheit gezeichnet, am Flughafen in Wien-Schwechat den auf Privatbesuch in Österreich eingetroffenen Schah Reza Pahlavi begrüßt.
Anfang 1964 war Julius Raab gestorben. Zwei Monate nach Schärf starb Anfang Mai 1965 Leopold Figl. Zum zehnten Jahrestag der Unterzeichnung des Staatsvertrages war von der österreichischen Delegation, die 1955 in Moskau verhandelt hatte, nur mehr Bruno Kreisky am Leben.

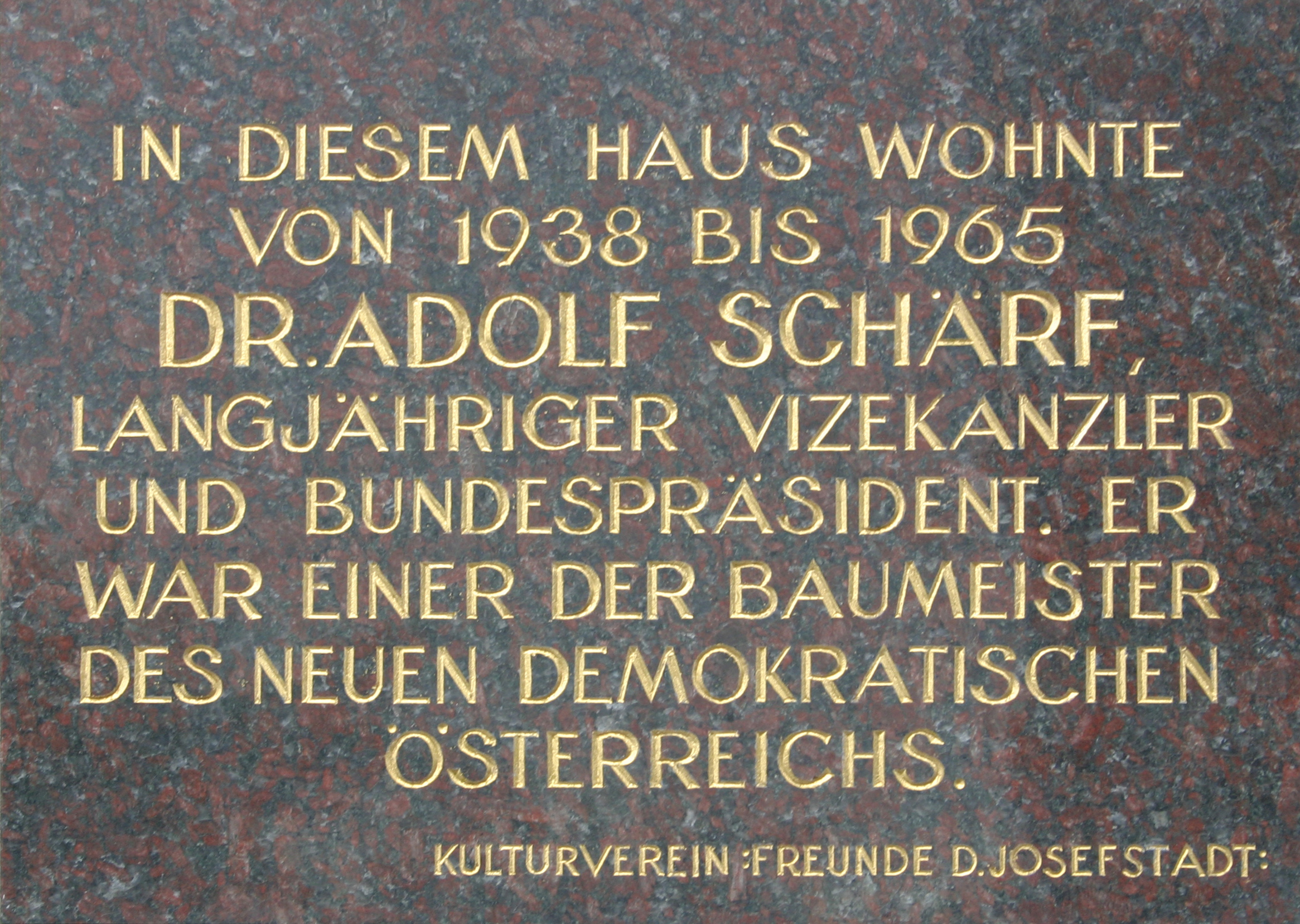
Gedenktafel für Adolf Schärf in der Skodagasse der Wiener Josefstadt

## Andenken
Adolf Schärf wurde in der Präsidentengruft des Wiener Zentralfriedhofes bestattet.
Sein Denkmal befindet sich im nördlichen Teil des Wiener Rathausparks; der Porträtkopf von Alfred Hrdlicka auf einer Stele wurde 1985 von Martha Kyrle enthüllt. 1983 wurde der Dr.-Adolf-Schärf-Platz bei der 1982 eröffneten U-Bahn-Station Kagran im 22. Wiener Gemeindebezirk benannt; ebenso im gleichen Jahr eine städtische Wohnhausanlage im 16. Wiener Gemeindebezirk. Eine Reihe von Studentenwohnheimen, u. a. in Wien 20., Lorenz-Müller-Gasse 1, wurde ebenfalls nach ihm benannt. In der Nähe von Kaprun gab es das Adolf-Schärf-Haus der Naturfreunde Österreich, das wegen Baufälligkeit abgerissen wurde. Im Kurpark von Warmbad-Villach ist eine Büste aufgestellt. Von September 2022 bis Juni 2023 widmete die Wiener Parteischule Adolf Schärf einen ihrer Lehrgänge.

## Auszeichnungen (Auswahl)
- 1957: Sonderstufe des Großkreuzes des Verdienstordens der Bundesrepublik Deutschland
- 1960: Collane des Finnischen Ordens der Weißen Rose
- 1962: Elefanten-Orden

## Schriften
Wenn nicht anders angeführt: Verlag der Wiener Volksbuchhandlung
- Bauer wach auf! Die Sozialdemokraten kommen!, Wien 1923 (unter dem Pseudonym Albert Schäfer)
- Pachtrecht und Pächterschutz in Österreich (= Agrarsozialistische Bücherei Nr. 3), ohne Verlagsangabe, Wien 1925
- Die Frau im Spiegel des Rechts, Verlag der Organisation Wien der Sozialdemokratischen Partei, Wien 1926
- Die Wahrheit über das kriegswirtschaftliche Ermächtigungsgesetz. Protokoll der Verhandlungen des Verfassungsausschusses des Bundesrates vom 20. Dezember 1933 und des Plenums des Bundesrates vom 18. Jänner 1934, Organisation Wien der Sozialdemokratischen Partei, Wien 1934 (im Katalog der Österreichischen Nationalbibliothek ohne Verfasser)
- Österreichs Appell an die Welt. Reden von Adolf Schärf, Julius Deutsch, Paul Speiser, Wien 1947
- April 1945 in Wien, Wien 1948
- Zwischen Demokratie und Volksdemokratie. Österreichs Einigung und Wiederaufrichtung im Jahre 1945, Wien 1950
- Der geistige Arbeiter in der Zweiten Republik. (Nach einem Vortrag vor sozialistischen Akademikern.), Wien 1952
- Österreichs Erneuerung 1945–1955. Das 1. Jahrzehnt der Zweiten Republik, Wien 1955 (bis 1960 sieben Auflagen)
- Zeitbilder. Sozialistische Beträge zur Dichtung der Gegenwart (zusammengestellt von Fritz Kurz, Hrsg. Adolf Schärf), Wien 1955 und 1956
- Österreichs Wiederaufrichtung im Jahre 1945, Wien 1960 (Neuauflage der Bücher April 1945 in Wien und Zwischen Demokratie und Volksdemokratie)
- Erinnerungen aus meinem Leben, Wien 1963
- Der Teil und das Ganze. Reden und Schriften. Ausgewählt und biographisch eingeleitet von Jacques Hannak, Europa-Verlag, Wien 1965
- Tagebuchnotizen des Jahres 1955, Hrsg. Gertrude Enderle-Burcel, Bearbeiter Klaus Rubasch, Studienverlag, Innsbruck-Wien-Bozen 2008 (= Veröffentlichungen der Österreichischen Gesellschaft für Historische Quellenstudien, Nr. 1)
- Tagebuchnotizen des Jahres 1952 (= Veröffentlichungen der Österreichischen Gesellschaft für Historische Quellenstudien Nr. 2), Hrsg. Gertrude Enderle-Burcel, Bearbeiter Gertrude Enderle-Burcel, Peter Mähner, Klaus Rubasch, Studienverlag, Innsbruck-Wien-Bozen 2010
- Tagebuchnotizen des Jahres 1953 (= Veröffentlichungen der Österreichischen Gesellschaft für Historische Quellenstudien Nr. 3), Hrsg. Gertrude Enderle-Burcel, Bearbeiter Gertrude Enderle-Burcel, Peter Enderle, Karl Stubenvoll, Studienverlag, Innsbruck-Wien-Bozen 2019
- Tagebuchnotizen des Jahres 1954 (= Veröffentlichungen der Österreichischen Gesellschaft für Historische Quellenstudien Nr. 4), Hrsg. Gertrude Enderle-Burcel, Bearbeiter Gertrude Enderle-Burcel, Peter Enderle, Karl Stubenvoll, Studienverlag, Innsbruck-Wien-Bozen 2025